# NGC 947
NGC 947 je galaksija u zviježđu Kit.

## Vanjske poveznice
- SEDS: NGC 947